# Омельнянский сельсовет
Омельнянский сельсовет — упразднённая административная единица на территории Ивацевичского района Брестской области Республики Беларусь.

## История
24 августа 2022 года Обровский сельсовет упразднён. Земли упразднённого сельсовета с расположенными на них агрогородком Омельная, деревнями Глинная, Гоща, Колонск, Коранная включены в состав Святовольского сельсовета.

## Состав
Омельнянский сельсовет включает 5 населённых пунктов:
- Глинная — деревня.
- Гоща — деревня.
- Колонск — деревня.
- Коранная — деревня.
- Омельная — агрогородок.

## Промышленность и сельское хозяйство
- СПК «Мичуринск», производственный участок филиала «Телеханский» ГУПП «Ивацевичское ЖКХ», фермерское хозяйство «Колонск».

Учреждения образования:
ГУО «Омельнянская средняя школа», ГУО «Омельнянский детский сад».

## Социальная сфера
- Омельнянский сельский Дом культуры, Колонский сельский клуб, сельская библиотека аг. Омельная.
- Омельнянская врачебная амбулатория.
- Комплексный приемный пункт агрогородка Омельная.